# 赤い野獣
『赤い野獣』（あかいやじゅう、原題: Black Zoo）は、1963年のアメリカ合衆国の映画。

## あらすじ
猛獣を偏愛するあまり私設動物園を経営するに至ったコンラッドは、チンパンジーの調教師だった妻のエドナ、喋れない青年カール、雑役夫のジョーと暮らしていた。
ある日、建設業者ステンゲルがコンラッドの土地を狙うあまり脅迫まがいのことをした結果、コンラッドのライオンに食い殺された。
またある日、虎にえさを与えようとして襲われたジョーが恐怖のあまりその虎を射殺したことを知ったコンラッドは、ジョーをライオンの餌食にした。
エドナに仕事を持ちかけてきた友人もコンラッドの餌食になったとき、エドナはカールを問い詰めて真実を知り、二人は家を出る準備をした。
その様子を見たコンラッドがエドナを猛獣の檻へ連れ込もうとしたとき、カールは自分の母親も同じように殺されたことを思い出した。
豪雨の中、コンラッドを絞殺したカールとエドナは警察のパトカーに迎えられた。

## キャスト
- マイケル・コンラッド： マイケル・ガフ
- エドナ：ジーン・クーパー
- カール： ロッド・ローレン
- ジェニー ヴァージニア・グレイ
- エリシャ・クック・Jr
- ウォーレン・オット
- マリアンナ・ヒル
- ステンゲル：ジェローム・コーワン